# Denis Jacomet
Nicolas Denis Jacques Jacomet va ser un polític nord-català, nascut a Prada (Conflent) el 3 de juny de 1757 i mort també a Prada el 13 de gener de 1829.
Comerciant, quan es produí la revolució francesa fou escollit alcalde de Prada, càrrec que va ocupar de 1790 a 1795 i de 1813 a 1814. També fou elegit diputat en representació del departament dels Pirineus Orientals al Conseil des Anciens el 21 de germinal de l'any VI. Va passar al Corps législatif en 1800 i va mantenir l'escó en 1807. Fou escollit novament diputat en 1815, durant els Cent Dies.